# (36157) 1999 RH210
1999 RH210 (asteroide 36157) é um asteroide da cintura principal. Possui uma excentricidade de 0.09280720 e uma inclinação de 9.26850º.
Este asteroide foi descoberto no dia 8 de setembro de 1999 por LINEAR em Socorro.